# دان سوندكويست
دان سوندكويست (بالسويدية: Dan Sundquist)‏ هو موسيقي ومنتج أسطوانات وكاتب أغاني سويدي، ولد في 10 سبتمبر 1958 في ستوكهولم في السويد.

## وصلات خارجية
- دان سوندكويست على موقع IMDb (الإنجليزية)
- دان سوندكويست على موقع ميوزك برينز (الإنجليزية)
- دان سوندكويست على موقع ديسكوغز (الإنجليزية)